# 筆架山 (渥太華)
筆架山，又譯畢架山、燈塔山，是加拿大安大略省渥太華東端的一個社區，曾屬告羅士打（2001年併入渥太華）。
該社區主要是住宅區，建於20世紀60至70年代，由筆架山北（Beacon Hill North）與筆架山南（Beacon Hill South）兩部分組成。區內設有拜副將中學及告羅士打中學。據筆架山社區協會界定，該社區北接綠帶，南接174號市道，西接貝理雅道（滿地可道以南）及羅司威爾嶺（滿地可道以北）。
據2016年加拿大人口普查，筆架山北的人口為9,177人，筆架山南的人口為8,319人，總計17,496人。

## 下屬小社區
- 筆架嶺（Beacon Heights）
- 筆架山北（Beacon Hill North）
- 筆架山南（Beacon Hill South）
- 筆架林（Beaconwood）
- 樞機嶺（Cardinal Heights）
- 羅司威爾村（Rothwell Village）

## 著名居民
- 伊利沙伯·曼利，花式溜冰運動員
- 湯·告魯斯，演員
- 湯姆·格林，喜劇演员
- 布萊恩·亞當斯，歌手[6]
- 諾姆·麥當勞，喜劇演员